# Stone Cold Classics
Stone Cold Classics — компіляційний альбом британського рок-гурту «Queen», який вийшов 11 квітня 2006 року, спільно з трансляцією епізоду американського телесеріалу «American Idol», в якому конкурсанти виконали пісні з каталогу «Queen».

## Трек-лист
1. «Stone Cold Crazy» (Джон Дікон Браян Мей, Фредді Мерк'юрі, Роджер Тейлор) — 2:15
2. «Tie Your Mother Down» (Браян Мей) — 3:46
3. «Fat Bottomed Girls» (Браян Мей) — 3:24
4. «Another One Bites the Dust» (Джон Дікон) — 3:36
5. «Crazy Little Thing Called Love» (Фредді Мерк'юрі) — 2:44
6. «We Will Rock You» (Браян Мей) — 2:02
7. «We Are the Champions» (Фредді Мерк'юрі) — 3:01
8. «Radio Ga Ga» (Роджер Тейлор) — 5:49
9. «Bohemian Rhapsody» (Фредді Мерк'юрі) — 5:55
10. «The Show Must Go On» (Queen (Браян Мей)) — 4:33
11. «These Are the Days of Our Lives» (Queen (Роджер Тейлор)) — 4:14
12. «I Want It All» (Queen (Браян Мей)) — 4:31
13. «All Right Now» — виконано наживо «Queen + Пол Роджерс» — 6:55
14. «Feel Like Makin' Love» — виконано наживо «Queen + Пол Роджерс» — 6:20

## Чарти
У чарті «Billboard 200» альбом посів 45 позицію.